# Liste der Bodendenkmale in Borna
In der Liste der Bodendenkmale in Borna sind die Bodendenkmale der Stadt Borna und ihrer Ortsteile nach dem Stand der Auflistung von Klaus Kroitzsch und Harald Quietzsch aus dem Jahr 1984 aufgelistet. Eventuelle Änderungen und Ergänzungen, insbesondere aus der Zeit nach der Wende, sind nicht berücksichtigt, da für Sachsen aktuell keine neueren allgemein zugänglichen Bodendenkmallisten vorliegen. Die Baudenkmale sind in der Liste der Kulturdenkmale in Borna aufgeführt.
| Denkmal-ID | Fundart            | Ortsteil    | Bezeichnung              | Zeitstellung    | Lage                                                                            | Bemerkungen | Bild |
| ---------- | ------------------ | ----------- | ------------------------ | --------------- | ------------------------------------------------------------------------------- | --- | ---- |
| ?          | Befestigung > Burg | Borna       | Wehranlage „Jahnschloss“ | Mittelalter     | südöstlicher Ortsrand, Wyhraniederung, westlich von Altstadt Borna              | verebnet, oberflächlich kaum erkennbar, Schutz seit 30. September 1936, erweitert 24. Februar 1937, erneuert 10. Oktober 1958                                       |      |
| ?          | besonderer Stein   | Borna       | Steinkreuz               | Spätmittelalter | östlicher Ortsteil, Kirchhof der Kunigundenkirche                               | ursprünglich aus Zedtlitz, 1961 an den heutigen Standort verbracht, Schwerteinzeichnung, Schutz seit 15. Dezember 1962                                              |      |
| ?          | Befestigung > Burg | Eula        | Wasserburg               | Mittelalter     | ostsüdöstlich des Orts, Eulaniederung, südliches Ufer, östlich der Brücke       | zungenförmige Erhöhung, durch Flussbegradigung beeinträchtigt, Schutz seit 3. September 1935, erneuert 10. Oktober 1958                                             |      |
| ?          | Befestigung > Burg | Kesselshain | Wasserburg               | Mittelalter     | Gutsbereich                                                                     | rechteckiger Hof mit trockengelegten Gräben auf allen Seiten, Schutz seit 1936, erneuert 10. Oktober 1958                                                           |      |
| ?          | Befestigung > Burg | Witznitz    | Wehranlage „Burgsterl“   | Mittelalter     | nordwestlich von Borna, im Winkel der Mündung der Eula in die Wyhra             | Niederungsburg, oberflächlich keine Strukturen mehr erkennbar, Schutz seit 3. Januar 1940, erneuert 10. Oktober 1958                                                |      |
| ?          | Befestigung > Burg | Zedtlitz    | Wasserburg               | Mittelalter     | nordwestlicher Ortsrand, Wyhraniederung, nördlicher Bereich des ehemaligen Guts | ursprünglich Bühl mit umlaufendem wasserführendem Graben, durch Schloss überbaut, südlicher Graben verfüllt, Schutz seit 15. Januar 1938, erneuert 10. Oktober 1958 |      |